# پژمان طاهری
پژمان طاهری (زادهٔ 14 آبانماه 1349- گرگان) موسیقی‌دان، آهنگ‌ساز، پژوهش‌گر و نوازنده سنتور اهل ایران است.

## زندگی‌نامه
طاهری نوازندگی سنتور را از سن هفت سالگی نزد جواد داوری آغاز کرد. از سال 1368 تا سال 1377 نزد استاد مجید کیانی به فراگیری ردیف میرزا عبدالله پرداخت. پژمان طاهری پس از فارغ‌التحصیلی از دانشکده هنرهای زیبای دانشگاه تهران، به فعالیت حرفه‌یی در عرصه آهنگسازی و گروه‌نوازی روی آورد و «گروه ایرانی» را که در همان سال‌های دانشجویی به همراه برادر خود، اردوان طاهری بنیان نهاده بود تا به امروز، هدایت کرده است.
او تحصیلات خود را در سال 2003 در شهر وین در کشور اتریش در رشته آهنگسازی الکتروآکوستیک ادامه داد و پس از آن از سال 2004 در مقطع دکتری اتنوموزيكولوژی، تحت نظر پروفسور گرلینده هاید و رودیگر لولکر در دانشگاه موسیقی و هنرهای نمایشی وین نگارش رساله دکتری خود پرداخت. در سال 1375 پژمان طاهری به عضویت گروه شیدا در آمد و حاصل آن کنسرت‌های متعدد به همراه استاد محمدرضا لطفی در شهرهای پاریس، لندن، زوریخ، مونیخ، ونیز و فلورانس بود. از پژمان طاهری آلبوم‌های «ریشه در خاک» با صدای مهسا وحدت، «اشعار مولانا»، «سوگواران خموش» با صدای علیرضا قربانی، «امیرکبیر» با صدای شهرام ناظریو «آرش کمانگیر» با شعری از سیاوش کسرایی با صدای شهرام ناظری و خوانش دکتر قطب الدین صادقی تاکنون به بازار آمده است.
آوانگاری آثار حبیب سماعی به همراهی اردوان طاهری، تنظیم و آوانگاری هشت تصنیف قدیمی در دستگاه شور به روایت محمدرضا شجریان، آوانگاری آثار سید حسین طاهر زاده و به چارده روایت، «شب و پنجره» مجموعه تصنیف‌ها، کتاب «چهارمضراب برای سنتور» با آهنگسازی و تنظیم پژمان طاهری از جمله کتاب‌های منتشر شده پژمان است. او همچنین در ژانر موسیقی الکترو اکوستیک دست به تجربه نوینی در سال 1381 زد که با نام «طرحی نو» با نوازندگی جمشید عندلیبی و شادی فتحی به مدت چهار شب در تالار وحدت تهران روی صحنه رفت.

## آثار مکتوب
- شب و پنجره [۲۱](مجموعه تصنیف‌ها)، منتشر شده توسط مؤسسه فرهنگی-هنری ماهور
- ریشه در خاک (مجموعه تصنیف‌ها)، منتشر شده توسط مؤسسه فرهنگی-هنری ماهور
- دوازده چهارمضراب برای سنتور[۲۲]، منتشر شده توسط مؤسسه فرهنگی-هنری ماهور
- به چارده روایت - دفتر یکم: آوانگاری و بررسی تطبیقی 14 روایت از درآمد دستگاه شور، منتشر شده توسط بنگاه نشر کتاب مهر
- تنظیم  و آوانگاری هشت تصنیف قدیمی در دستگاه شور به روایت محمد رضا شجریان، منتشر شده توسط مؤسسه فرهنگی-هنری دل آواز
- آوانگاری قسمتی از آواز سید حسین طاهر زاده در دستگاه همایون، منتشر شده توسط مؤسسه فرهنگی- هنری سروستاه
- آوانگاری کلیه‌ی آثار حبیب سماعی، منتشر شده توسط مؤسسه فرهنگی-هنری سروستاه

## آلبوم‌ها
| آلبوم‌ها                     |            |              |                               |                |                                 |                          |
| نام آلبوم                   | سال انتشار | آهنگساز      | نوع همکاری پژمان طاهری در اثر | خواننده        | ناشر                            | توضیحات                  |
| یادواره استاد نورعلی برومند | 1376       | محمدرضا لطفی | نوازنده سنتور                 | نصراله ناصح‌پور | مؤسسه فرهنگی هنری آوای شیدا     |                          |
| ریشه در خاک                 | 1382       | پژمان طاهری  | آهنگساز و سرپرست              | مهسا وحدت      | مؤسسه فرهنگی هنری آوای باربد    |                          |
| رومی                        | 1383       | پژمان طاهری  | آهنگساز و سرپرست              | -              | Dream and Raelity در اتریش      |                          |
| رومی از بلخ تا وین 2007     | 1386       | اردوان طاهری | نوازنده سنتور                 |                | انجمن فرهنگی هنری باور در اتریش |                          |
| سوگواران خموش               | 1387       | پژمان طاهری  | آهنگساز و سرپرست              | علیرضا قربانی  | مؤسسه فرهنگی هنری آوای باربد    |                          |
| امیرکبیر                    | 1390       | پژمان طاهری  | آهنگساز و سرپرست              | شهرام ناظری    | مؤسسه فرهنگی هنری آوای باربد    |                          |
| آرش کمانگیر                 | 1397       | پژمان طاهری  | آهنگساز                       | شهرام ناظری    | شرکت فرهنگی هنری ققنوس          | اجرا: ارکستر مجلسی اتریش |